# Virgen de los Milagros
La Virgen de los Milagros o Santa María de la Rábida es una imagen religiosa católica que se venera en el Monasterio de La Rábida de la ciudad de Palos de la Frontera (Huelva, España).
Se trata de una imagen de estilo gótico, del siglo XIII aproximadamente, realizada en alabastro. Fue testigo de excepción de los históricos acontecimientos del descubrimiento y evangelización de América. Ante ella oraron Colón, los Pinzón y los hombres que participaron tanto en la primera expedición colombina como en aquellas posteriores que partieron hacia América desde esta zona. Asimismo, en sus visitas al monasterio franciscano, se postraron ante ella, entre otros, Hernán Cortés, Gonzalo de Sandoval (que falleció en el monasterio y fue enterrado en el mismo) o Francisco Pizarro.
Aunque está datada hacia finales de la decimotercera centuria o comienzos de la decimocuarta, la tradición popular y las leyendas, incluidas la mayoría de ellas en un antiguo códice de 1714 de Fray Felipe de Santiago, le han atribuido un origen apostólico y unos avatares fabulosos, como su aparición en el mar después de finalizada la invasión musulmana entre las redes de unos pescadores de Huelva.
Dicha imagen es patrona tanto del monasterio como de la ciudad de Palos de la Frontera, en la cual se celebran en su honor durante el mes de agosto diversos actos religiosos y civiles, que culminan con la típica romería andaluza celebrada en el entorno del paraje de la Rábida el último fin de semana de dicho mes.
Por los diversos avatares sufridos por esta imagen ha tenido que ser reparada y restaurada en diversas ocasiones, si bien la talla conserva en gran medida su factura original.
El 14 de junio de 1993 fue coronada por el papa Juan Pablo II, quien la nombró «Madre de España y América». Los padrinos de honor de dicha coronación fueron los reyes de España, que delegaron en su hija, la Infanta Cristina. En los actos de esta celebración fue nombrada también, por parte del ayuntamiento, «Alcaldesa Honoraria y Perpetua de Palos de la Frontera».

## La imagen y La Rábida

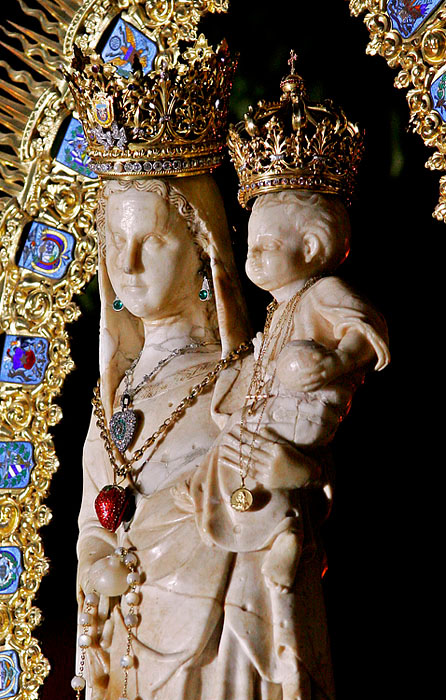
La imagen actualmente.

### Descripción
Se trata de una escultura representativa de la Virgen María realizada en alabastro, de cincuenta y cuatro centímetros de altura. Escultura de cuerpo entero de una sola pieza, aunque con algún pequeño añadido posterior debido a algunos desperfectos sufridos a lo largo de su historia, se encuentra sobre un pedestal de cinco centímetros y es de líneas entrelargas. Su rostro es alargado y lleva el cabello peinado al agua, con las manos un tanto exageradas con respecto al cuerpo. El vestido tallado se trata de una túnica con un escote modesto y que va descendiendo en pliegues paralelos, regulares y bien trazados, hasta el pedestal, donde se deja entrever el pie derecho cubierto por un típico zapato en punta. La cabeza está cubierta por un manto que le cae sobre el cuerpo, un tanto rígido, y sobre su brazo izquierdo se encuentra sentado el Niño Jesús en posición un poco violenta, la mano derecha se encuentra en la típica posición de bendecir a la manera griega, y la izquierda porta lo que parece ser el globo terráqueo, y al igual que la Virgen, viste túnica ceñida. Tiene una singular forma de ladear la cadera para sostener al Niño en su brazo izquierdo, que es característico del tipo escultórico al que pertenece. La Virgen lleva en la mano derecha una granada, colocada en una restauración realizada en 1937, tras los destrozos sufridos durante la Guerra Civil, y que sustituyó a la primitiva azucena que portaba.
Como adorno externo la imagen porta una ráfaga con una estructura oval, poco frecuente entre las imágenes de la Virgen. La decoración de la misma está compuesta por una cardina en la que están esmaltados los escudos de los países americanos, y arriba en el centro el escudo de España, rematado el conjunto por rayos biselados, lisos y ondulados alternados. Fue realizada por Manuel Seco de Velasco y diseñada por Evaristo Domínguez, pintor de Palos de la Frontera.

### Datación y estilo
Procedente del arte bizantino de finales del siglo XIII o comienzos del XIV, el modelo iconográfico de la imagen corresponde al tipo de escultura Odegetria (Virgen conductora del Niño, que muestra o señala a Jesús como el camino de salvación), modelo desarrollado en el gótico.
Si bien el estilo de la imagen es sin duda el gótico, concretamente gótico-francés, los diferentes autores apuntan también hacía una posible inspiración en la escuela del gótico pirenaico-aragonés-navarro, e incluso se apunta que pudiera pertenecer al gótico manierista o al gótico normando. Muestras de este tipo de imaginería, y de notable parecido, se encuentran en la "Capilla de los Alabastros" de la Catedral de Sevilla o en la Iglesia de San Lorenzo de la misma ciudad. También en Palos de la Frontera, en la parroquia de San Jorge, hay una imagen de Santa Ana tallada en el mismo material. El padre Ángel Ortega apunta en su obra que la antigua imagen de la Virgen de la Hiniesta de Gloria (desaparecida en 1932 en un incendio) de la parroquia de San Julián de Sevilla, pudiera haber sido  contemporánea, o incluso haber servido de modelo.

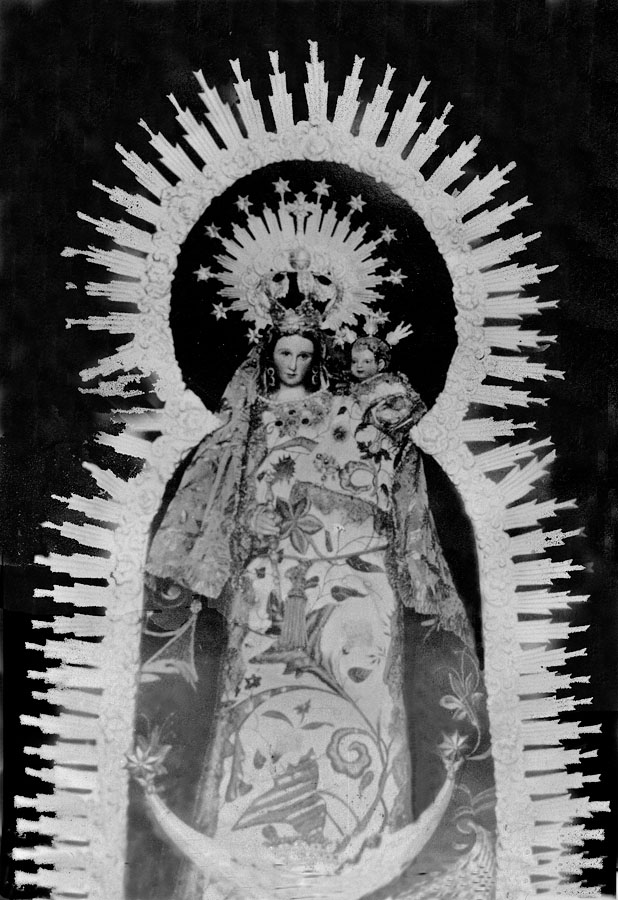
La imagen tal como estaba vestida antes de 1936.

Durante siglos esta escultura estuvo policromada, vestida con finas telas y adornada con piedras preciosas sobre su labra, tal como se recoge tanto en los informes de diversas restauraciones que se le hicieron, como en testamentos, documentación y grabados que se guardan en el monasterio y en los archivos de la orden franciscana en la Provincia Bética. La costumbre de vestir a las imágenes estuvo muy arraigada en la Edad Media y entre las más famosas encontramos a la Virgen de Guadalupe, en Cáceres (España), que recibía exquisitos vestidos de manos de sus fieles, tradición que aún sigue arraigada y que, en otras muchas imágenes de la zona se conserva. Finalmente, después de la restauración realizada en 1937, se decidió eliminar la policromía de la imagen y en 1938 fue respuesta al culto, una vez que fue devuelta a su monasterio en la forma original en que fue tallada.

### El Monasterio de La Rábida
El monasterio de La Rábida alberga la imagen y allí ha permanecido prácticamente desde su creación. No en vano es de él de quien la imagen recibe su nombre original, "Santa María de la Rábida". Erigido en los siglos XIV-XV, sobresalen en el monasterio, por su interés artístico, la iglesia gótico-mudéjar, así como las estancias decoradas con frescos de Daniel Vázquez Díaz, el claustro y el museo, donde se conservan numerosos objetos conmemorativos del Descubrimiento de América.
Tiene de 2.000 m² de extensión y es de planta irregular. El monasterio a lo largo de los más de 500 años de su historia ha sufrido modificaciones, sobre todo a raíz del terremoto de Lisboa de 1755.

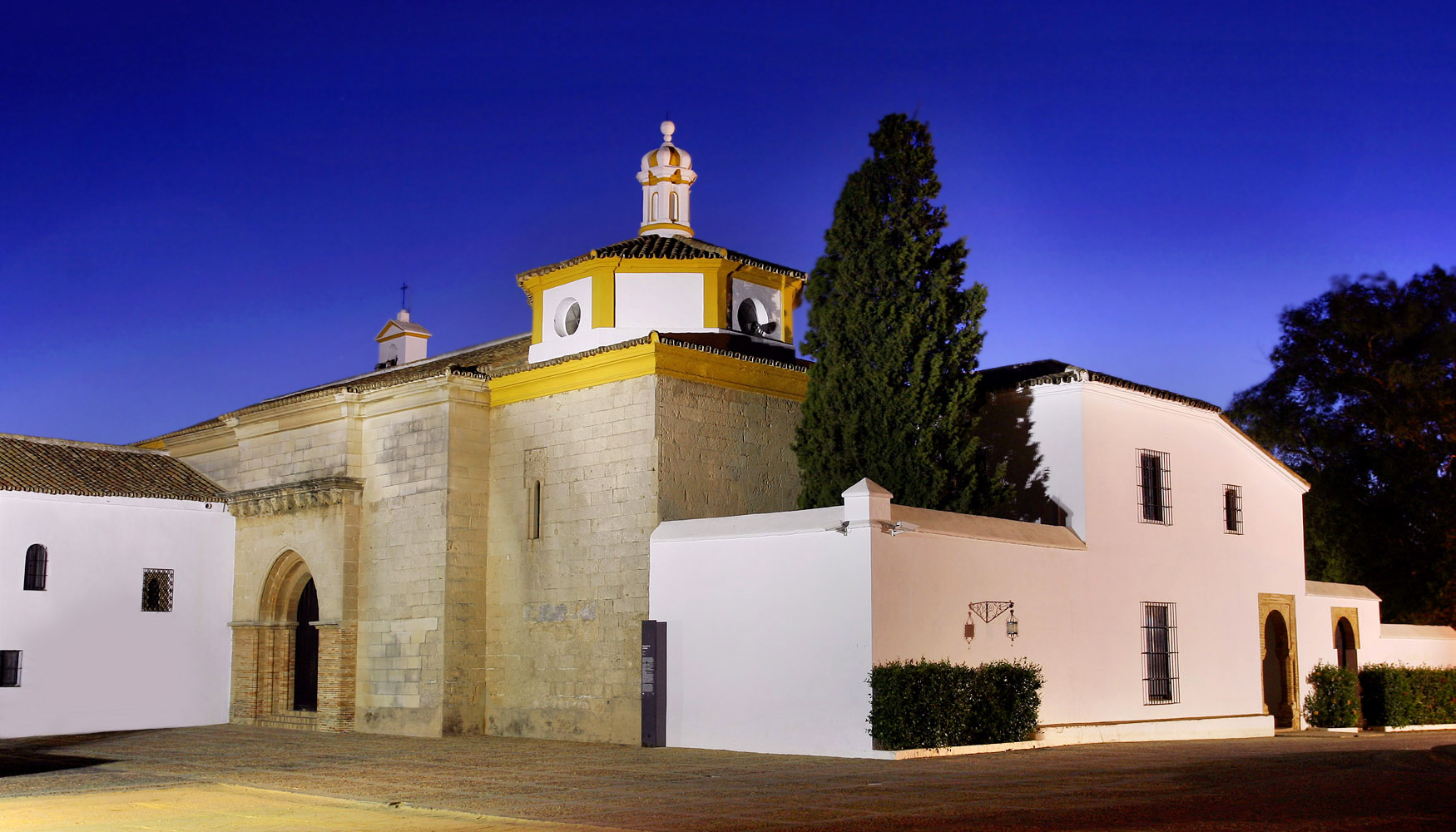
Monasterio de La Rábida.

Es uno de los lugares más destacados de los hechos del descubrimiento de América, dado que en él se hospedó Colón, fue enterrado Martín Alonso Pinzón, fue visitado por varios conquistadores españoles y muchos de sus religiosos participaron en la evangelización de América. Es por ello que forma parte destacada del itinerario histórico artístico conocido como los Lugares colombinos.
El Monasterio fue declarado Monumento Nacional en 1856 y además fue declarado "Primer Monumento Histórico de los Pueblos Hispánicos".
El 28 de febrero de 1992 le fue otorgada por parte de la Junta de Andalucía la "Medalla de Oro de Andalucía" y en la IX Cumbre Iberoamericana de Jefes de Estado y Presidentes de Gobierno en su declaración de La Habana, se reconoció a La Rábida como lugar de encuentro de la Comunidad Iberoamericana de Naciones.

## Historia
Son muchos los avatares sufridos por esta imagen a lo largo de los siglos, si bien no hay ninguna prueba que indique ninguna suplantación, hurto o desaparición por completo de la misma en los diversos accidentes acaecidos tanto a la escultura como al monasterio, y así lo indicó el P. Ortega en 1925:

Damos por supuesto que la actualmente existente y venerada es la misma, idéntica, la primaria y única que siempre ha existido, pues todas las pruebas están a su favor y no hay motivo alguno para sospechar suplantaciones.

En los más antiguos documentos es denominada con el nombre de "Santa María de la Rábida". Esta es la advocación que se ha hecho universal y es su nombre original y primitivo. Si bien, y tal y como consta también en numerosos documentos antiguos, debido a la cantidad de favores y supuestos milagros que siempre se le han atribuido, el pueblo, también desde antiguo, la llama "Nuestra Señora de los Milagros".
Se desconoce la fecha exacta en que fue tallada, el autor y el momento en que llegó la imagen al monasterio, si bien los estudios estilísticos realizados a la efigie la sitúan a finales del siglo XIII o comienzos del XIV. La bula pontificia "Etsi cunctorum" de 6 de diciembre de 1412, de Benedicto XIII, ya habla de dicha advocación como patrona del monasterio, lo que la sitúa con anterioridad en este lugar, puesto que la citada bula viene a confirmar la vida monástica que ya existía en dicho eremitorio. Por otro lado, al igual que ocurre con otras muchas imágenes de la zona y de la época, está rodeada de varias leyendas, fábulas y tradiciones, todas ellas, en su mayoría, carentes de realidad histórica o fundamento científico. La mayoría están recogidas en el códice de 1714 de Fr. Felipe de Santiago,  donde se encuentran tanto las tradiciones y leyendas de la zona y la época, como datos históricos documentados.

### Tradiciones y leyendas
Entre las leyendas que rodean a esta imagen, las más destacadas son: 
- El supuesto origen apostólico de la imagen. Trata de la traída de la imagen, desde Tierra Santa a Palos de la Frontera, y que dicha talla sería obra del evangelista San Lucas.
- La virgen durante el periodo de dominación árabe. Cuenta como, para evitar una profanación y que fuese ultrajada la imagen por parte de los sarracenos, la habrían depositado en el mar para rescatarla en un momento más oportuno.
- El feliz hallazgo de la virgen en el mar. Donde se relata la aparición de la virgen entre las redes de unos pescadores de Huelva y su entronización en el monasterio franciscano.

Tanto el P. Ángel Ortega, el P. Sebastián García y otros autores se hacen eco de dichas leyendas, todos ellos inspirados en su mayoría en el citado códice de 1714.

#### Origen apostólico

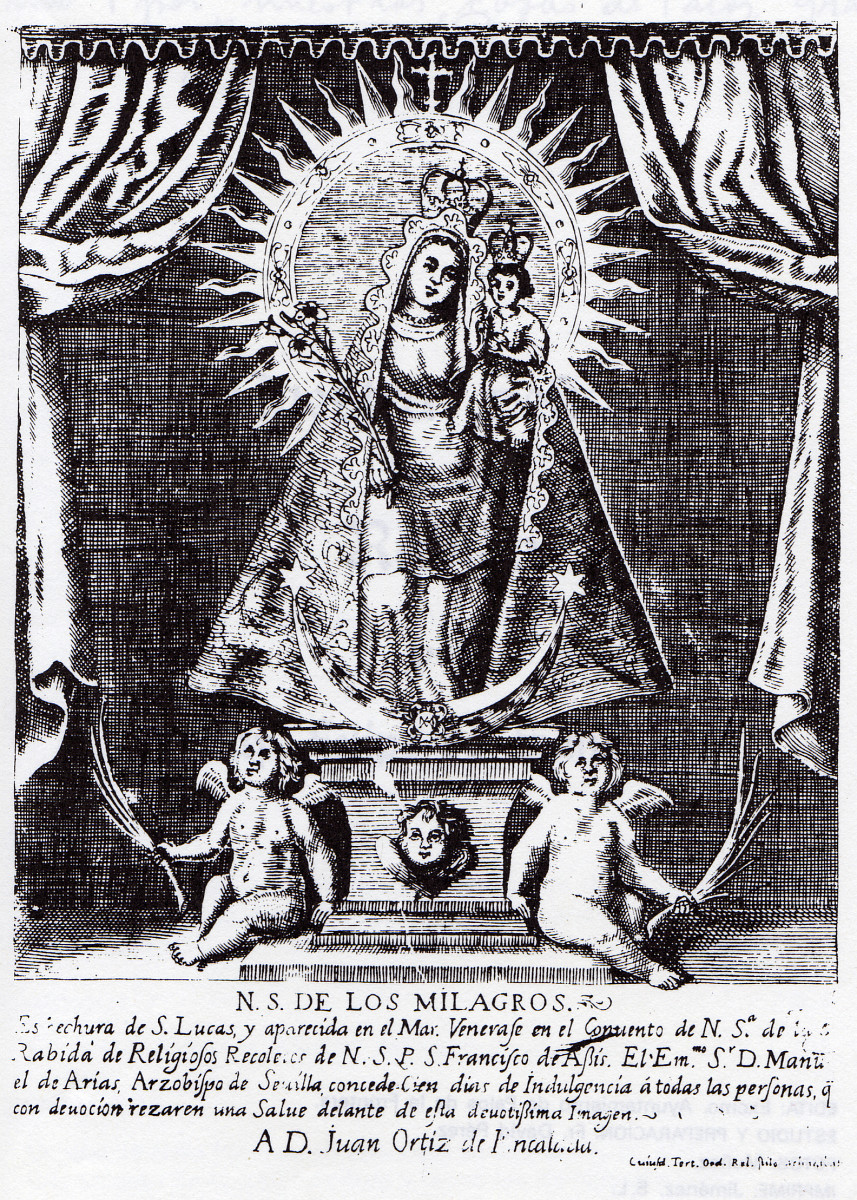
Grabado del siglo XVIII. Se puede apreciar la primitiva azucena en la mano derecha y la forma de vestirla en aquella época.

Según la leyenda, la imagen habría sido esculpida en los comienzos del cristianismo por San Lucas y habría sido traída hasta el puerto de Palos de la Frontera en el año 333 por un marinero libio, Constantino Daniel. La escultura habría sido un regalo del obispo de Jerusalén San Macario como obsequio piadoso por haber dedicado la parroquia de Palos de la Frontera al mártir San Jorge, santo patrono muy extendido en Oriente.
Así lo relata el códice:

Se comenzó a fundar la parroquial de Palos, por los años de 270 y se acabó por los años de 331 ... se consagró al glorioso mártir San Jorge por instancias de Constantino y haciéndoles promesa, que se empeñaría con el Obispo, de que le diera una imagen de Nuestra Señora ... se dio a la vela Constantino para la santa ciudad de Jerusalén ... y visitó al santo Obispo y le hizo la súplica ... y diole cuenta del santo patrono y de la Iglesia. El santo se alegró y dio las gracias por su buen celo, y le dijo que concedía su petición. Y que se lo pediría a Dios, a ver si convenía dar la imagen que tenia en el Monte Sion, como era hechura del señor San Lucas. ... Al tercer día llamó a Constantino y le dijo el santo que aquella era la que había de traer ... Tuvo Daniel la imagen guardada desde el año 331 con mucha decencia y la dicha campana hasta que hizo otra vez viaje a la dicha ciudad de Palos. ... se movió todo el pueblo y vinieron al embarcadero, a ver la novedad de tanta alegría ... Y Constantino dio por escrito la entrega que San Macadio le había hecho de la Santísima Imagen y de la campana ... Se colocó en el altar mayor, que antes había sido de Proserpina. y la votaron Patrona juntamente con el glorioso mártir San Jorge.
SANTIAGO, Fr. Felipe de, "Códice", 1714.

#### Periodo musulmán
La leyenda sigue atribuyendo singulares prodigios y milagros a la imagen de la Virgen, curaciones de toda índole entre las que cabe destacar el cese de una epidemia de rabia recién llegada la escultura, o la defensa de sus tierras de ataques piráticos. Así, bajo este halo de favores y curaciones, continuaría siendo venerada la imagen hasta que, finalmente, la península cae bajo la dominación musulmana y, ante el inminente peligro de profanación y destrucción de su sagrada patrona por parte de los sarracenos, dos sacerdotes aseguraron haber recibido la revelación de que fuera ocultada en el mar hasta que Dios dispusiese un momento oportuno en que fuera nuevamente descubierta.
Una vez establecidos los árabes, tomaron el cenobio y, en el altar donde habría estado la Virgen, colocaron el "zancarrón de Mahoma". Pero, y concediéndosele un nuevo prodigio a la Señora de la Rábida, el hueso del profeta era echado reiteradamente al suelo, no permitiendo nunca que permaneciera mucho tiempo en el sitio que había estado la Virgen, hecho éste que habrían atribuido los seguidores del profeta a un supuesto encantamiento cristiano. Decidieron los árabes tener con ellos a un cristiano, ya que cada vez que retenían a uno cesaba el prodigio. Finalmente, no pudiendo soportar dichos sucesos, se negoció que fuese devuelto el cenobio a la cristiandad.

... Estuvo la gran Reina en su Casa, con gran culto y haciendo el Señor grandes milagros ... hasta que Anselmo Gómez y Leandro Alberto (los citados sacerdotes) les tocó estar por el año de 714, que viendo la total pérdida que iba sucediendo en España, clamaban a Dios, de que, harían con la imagen de su Señora para que no fuese ultrajada de los sarracenos, y tuvieron estos dos sacerdotes revelación de que la echasen al mar ... con gran dolor y lágrimas de todos la echaron al mar Océano no lejos de la costa, diciendo que cuando Dios fuese servido la descubriese.
SANTIAGO, Fr. Felipe de, "Códice", 1714.

#### Reconquista: Aparición en el mar
Una de las últimas y la más famosa de las leyendas es la que nos transmite la aparición de la Virgen en el mar, en la playa de "Morla", en término municipal de Palos de la Frontera, cerca del monasterio. Según esta tradición, estando unos pescadores de Huelva echando sus redes, tuvieron por pesca el hallazgo de la imagen, la cual habría aparecido en dos trozos, primero la Virgen con la mitad del cuerpo del Niño y, posteriormente, el resto del Niño. Si bien, al haberla hallado unos pescadores de Huelva, quisieron llevársela a su villa, cosa que no aceptó la localidad palerma, y comenzaron unos litigios que a punto estuvieron de acabar en batalla armada entre las dos villas. Tuvo que intervenir el padre guardián del convento en el litigio, ya que su opinión era respetada por ambas villas, y éste tomó la decisión de que, para resolver el asunto, se depositara a la Virgen en una embarcación cerca del lugar donde apareció, dejándola sola en la embarcación, sin ningún tripulante, a donde las velas la llevasen. Por fin la embarcación llegó a parar a orillas del paraje donde está situado el monasterio, y decidieron dedicarle un altar a la imagen en dicho cenobio franciscano.

Conviene, a saber, que por el año de 1472, estando este convento en posesión de los Padres Menores de San Francisco, por el mes de diciembre, de dicho año ... fue Fr. Juan Bautista Pedroso, ... a celebrar la misa para el día de la Purísima Concepción, a la gente que se ocupaba de las jábegas. Y aquella noche hubo diferentes pareceres sobre si el día de la Purísima se había de pescar, a lo cual dijo el Padre que si quiera echasen un lance para que comiesen, y él llevaría limosna. Y tuvieron la dichosa pesquería a la Reina y Rey de los cielos y tierra, Jesús y María.
 Y fue en esta forma: que calando el primer lance sacaron la imagen de la Soberana Reina con la mitad del cuerpo del Niño ... Ya segundaron otro y sacaron lo que faltaba del Niño. Y tomándolo el religioso, lo aplicó sobre el otro medio y sin diligencia alguna quedó unido. (...)
 Cada uno de por sí alegaban sobre si el hallazgo era suyo, hasta que tomando la mano el dicho Guardián diciendo, que no era materia que por devoción se perdieran los pueblos; que menos inconveniente era que se pusieran en litigio y los que tuvieran derecho a ello se le diera posesión ... Y los dos lugares, Huelva y Palos, que eran los dos litigantes, los de Huelva por haberla sacado y los de Palos por su término ... Se fue alterando tanto esta materia que llegaron a punto de querer las dos villas a tomar las armas, después de diferentes desafíos, hasta que tomó la mano el dicho padre Guardián  ... Y todos se convinieron al parecer de dicho Guardián ... Y todos fueron a "Morla" y el parecer de dicho Padre Guardián todos lo tuvieron por bien. Y fue, que en un barco de 33 codos, se puso esta Señora y le dieron la vela sin quedar dentro marinero alguno, y se vino a donde es hoy venerada y alabada, y está colocada esta Purísima Señora con admiración y pasmo de todos los que vieron este prodigio.
SANTIAGO, Fr. Felipe de, "Códice", 1714.

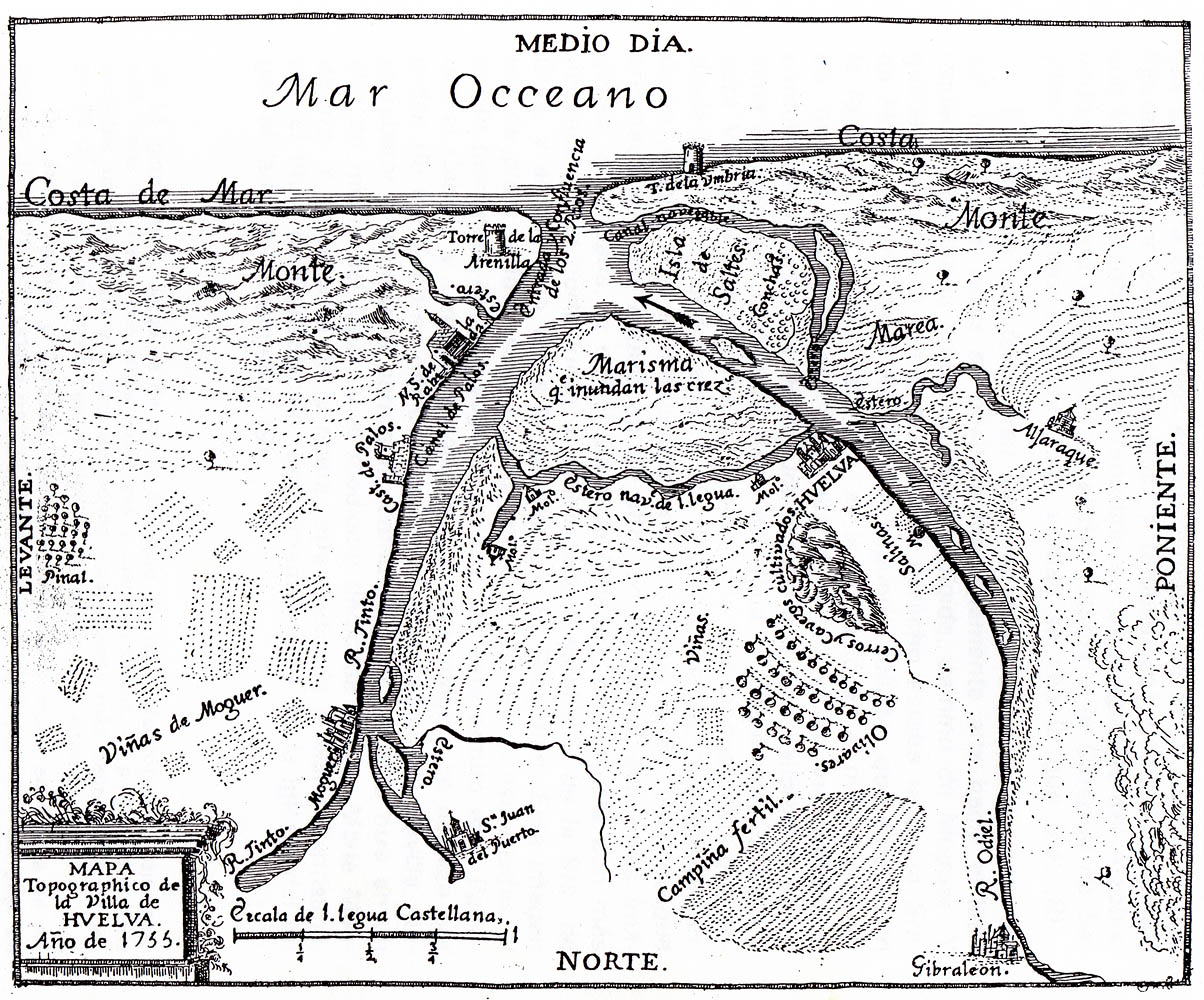
Mapa topográfico del de los Lugares colombinos.

También existe una sevillana popular que relata esta leyenda de la siguiente forma:

Y apareciste, Milagros, y apareciste,
en las cuatro corrientes, Milagros, y apareciste.
A Huelva te llevaron Milagros, tu no quisiste,
y en el momento te hicieron una capilla, Milagros, y en el convento.

Sobre esta hipótesis en cuanto al origen geográfico de la imagen, cabría resaltar que, según la leyenda, se  dice que en 1248, y tras la conquista de Sevilla por Fernando III, se había encontrado una imagen de la Virgen María de alabastro o mármol en una de esas cuevas pertenecientes al cenobio de la Cartuja (Santa María de las Cuevas), escondida allí por los cristianos dispersos por la vega del río durante la dominación musulmana, y en su honor por su hallazgo, construyeron una ermita cuya advocación sería en honor a Santa María de las Cuevas. Sería en el año  1394 cuando el entonces arzobispo de Sevilla Don Gonzalo de Mena y de las Roelas entregaba dicha ermita mariana a la Orden Tercera de San Francisco que acabaría por construir un pequeño convento. Es probable que al ser la imagen propiedad de los Franciscanos  establecidos en Sevilla, decidieran trasladar la imagen al convento Franciscano onubense de La Rábida, siendo desde entonces conocida en dicho lugar, y habiéndose creado la ficticia leyenda de ser encontrada en aguas de Huelva, para asegurarse la pertenencia de la misma. Lo cierto es que es significativo que en las manos del niño que porta la Virgen, aparezca el emblema más característico de la orden cartuja, como era el orbe rematado con una cruz (actualmente fragmentada).
De igual modo, hay otra leyenda popular documentada de la aparición de una virgen denominada "del milagro", aparecida a un cartujo que la encuentra dentro de una fuente del convento, situado en el municipio de Monegros (Aragón). Su leyenda dice que una imagen de la Virgen María fue hallada en un manantial, cuya repercusión hizo que se alzara un monasterio de los cartujos, dedicado a la Virgen de las Fuentes (como así se denominaba entonces dicha advocación). La fuente (conocida como fuente del milagro), sirvió para abastecer las necesidades humanas y agrícolas del citado monasterio cartujano. Dicen que una réplica de la Virgen de las Fuentes, (solo la cabeza original), se salvaría de la hoguera, siendo actualmente venerada en la iglesia parroquial de San Salvador de Sariñena. Esta hipótesis se sustenta en aquella otra de los cartujos de Sevilla, pudiendo haber sido trasladada por la Orden monacal desde tierras aragonesas hasta Andalucía.
Cabe decir que si bien estos relatos piadosos pertenecen mayoritariamente a la imaginativa popular, hay que constatar que, según documentación conservada en la parroquia de San Jorge, en una de las restauraciones realizadas a la imagen en el siglo XVIII se encontró en la talla restos de sal y "limo" marino como si hubiera permanecido cierto tiempo sumergida en el mar.

### Época histórica

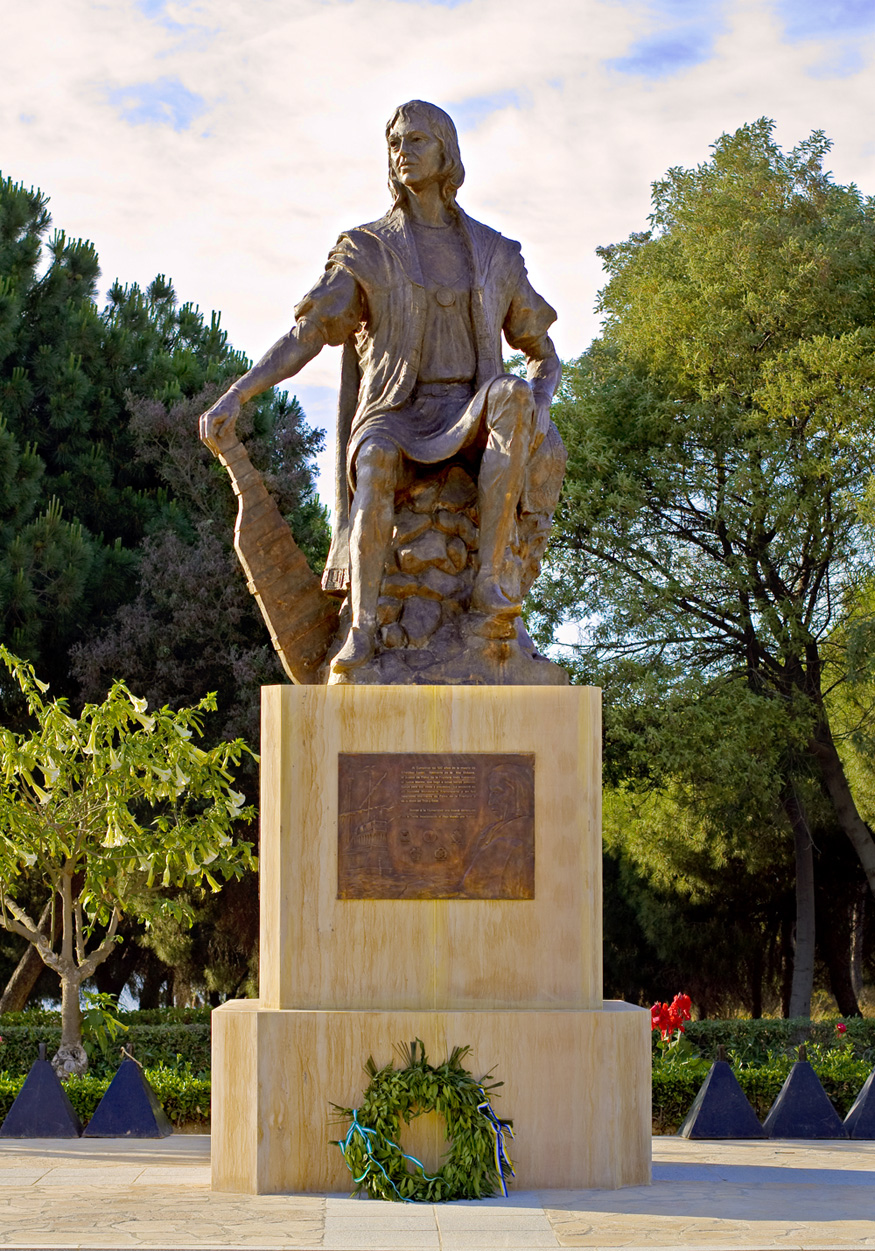
Monumento a Cristóbal Colón, situado en los jardines de La Rábida.

La historia documentada hace referencia de esta imagen desde los más antiguos documentos y de su permanencia continuada en el monasterio franciscano de La Rábida hasta 1891, año en que fue restaurado el convento con motivo de la celebración del IV Centenario del Descubrimiento de América y, por este motivo, se trasladó la imagen a la parroquia de San Jorge en Palos de la Frontera.

#### De los orígenes alsigloXIX
Los Condes de Miranda, señores de Palos de la Frontera, que realizaron una destacada labor en la organización de la villa, con la construcción del castillo y de la Iglesia de San Jorge mártir, probablemente también fueron quienes adquirieran para la villa la imagen de la Virgen de los Milagros que actualmente existe. Fue entronizada desde los orígenes en el cenobio de la Rábida.

##### Descubrimiento y evangelización de América
Entre los acontecimientos históricos más destacados que presenció esta escultura, cabe resaltar por supuesto el descubrimiento, conquista y evangelización de América. Cristóbal Colón llegó con su hijo al monasterio en 1485; durante sus largas estancias en la zona, visitó y recibió cobijo en muchas ocasiones en dicho cenobio.
La imagen fue testigo de excepción de dichos acontecimientos, e incluso se cree que fue decisiva en la elección del día de la partida de las naves descubridoras, ya que antes de 1936, la festividad y romería de dicha imagen se celebraba el día de la festividad de la Porciúncula, el 2 de agosto. Sobre el día de la salida de la expedición colombina se han hecho multitud de conjeturas, pero es más que probable que la verdadera razón fuera más localista de lo que pudiera pensarse, ya que es más que razonable que ninguno de los marineros palermos y de los pueblos cercanos, Moguer, Huelva, etc. -que eran devotos de esta imagen- quisiera salir a una aventura de inciertos resultados sin haber celebrado antes la festividad de su patrona y pedir su intercesión.
Aunque no existe un documento que relacione directamente a la Virgen con las nuevas tierras descubiertas, sí que existieron tres naves palermas que realizaron expediciones a las Indias que tenían su nombre, las naves: Santa María de la Rábida, La Rábida y Rábida, lo cual, aunque indirectamente, relaciona a dicha imagen y su convento con las primigenias expediciones a América.

##### Visita de conquistadores españoles
En mayo de 1528 arribó al puerto de Palos de la Frontera Hernán Cortés tras conseguir la conquista de Nueva España, se hospedó en el monasterio, donde pudo orar delante de esta imagen. Venía acompañado de su amigo y compañero Gonzalo de Sandoval, quien desembarcó gravemente enfermo, muriendo a los pocos días en una fonda de Palos de la Frontera donde estaba hospedado. Se trasladó su cuerpo sin vida al monasterio, donde fue enterrado, cerca del altar de la virgen. Pocos días después llegó Francisco Pizarro a Palos de la Frontera, dirigiéndose también al convento, donde aparte de recibir ayuda espiritual y visitar a la imagen de la Virgen, se entrevistó con su pariente Hernán Cortés.

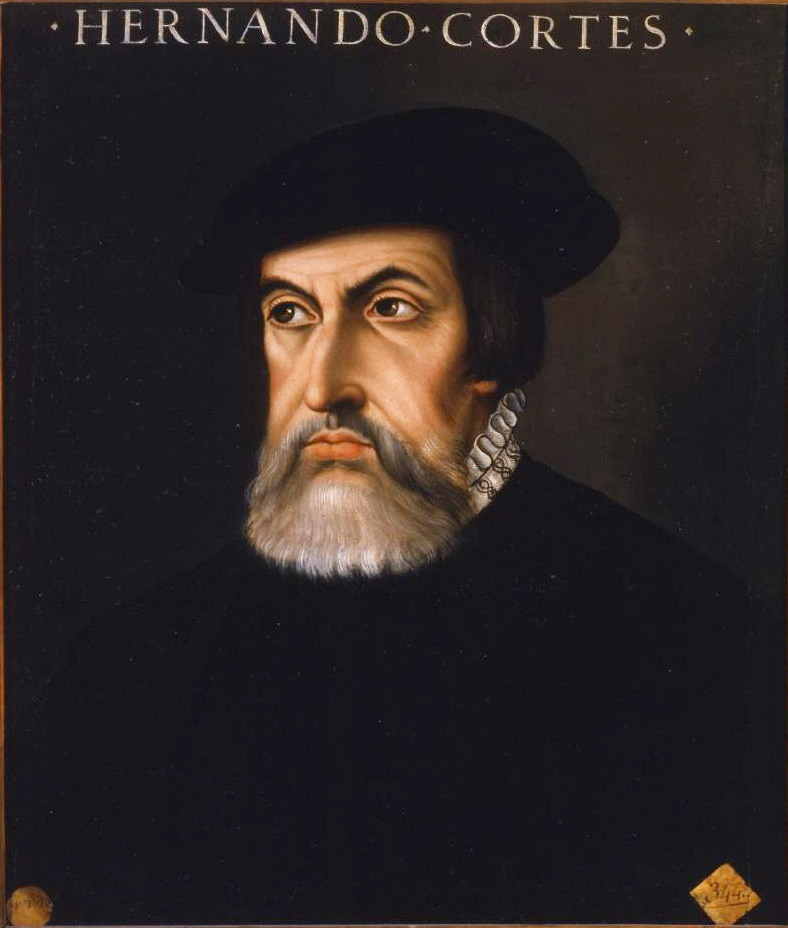
Hernán Cortés.

##### Patronato de Ntra. Sra. de los Milagros
La Virgen de los Milagros ostentó el título de patrona de Palos de la Frontera desde los orígenes, si bien la primera referencia que existe sobre el patrocinio de la imagen en favor de Palos de la Frontera es el códice de Fray Felipe de Santiago, donde se encuentra un documento con fecha de 23 de mayo de 1717, donde el pueblo palermo renueva el antiguo patronato que recibió de sus antepasados.
El códice ha conservado entre sus escritos este documento, en el cual consta el voto en el que el pueblo renueva dicho patronato:

... Nos todos juntos en las casas del aiuntamiento, y los ausentes por escrito, y todo el pueblo asistiendo, nos convenimos  a votar, y tener y celebrar por Patrona a la Virgen Ssma. de los Milagros renovandolo de los antiguos para que se apiade de nosotros ... Puestas nuestras manos diestras en los Santos Evangelios decimos así. Nos en el nombre de los que somos, y serán hacemos Voto a Dios Nuestros Señor, y a la bienaventurada Virgen María, ..., de tener, guardar y celebrar a María Santísima con el título de los Milagros por Patrona de esta Villa de Palos ...
SANTIAGO, Fr. Felipe de, "Códice", 1714.

##### Fiesta y Romería de la Virgen hasta elsigloXIX
La fiesta patronal y romería de la Virgen, se celebró siempre el 2 de agosto en el santuario de la Rábida hasta la exclaustración de 1835, aunque continuó celebrándose algunos años después. 
En el siglo XVII recibió una mayor relevancia la festividad, gracias al especial jubileo que Gregorio XV concedió a la festividad de la Porciúncula, extendiendo a todas las iglesias franciscanas del mundo la indulgencia plenaria que Honorio III concedió a la pequeña iglesia italiana. La fiesta, aumentada con la especial indulgencia del "perdón de Asís", concedida a todos los fieles que visitaran la Rábida, atrajo a multitud de fieles, ya no solo de Palos de la Frontera, sino de toda la comarca: Huelva, Moguer, etc.
Existían varias hermandades, aparte de la de Palos de la Frontera, como las de Huelva y Moguer, que junto con la de Palos de la Frontera constituían las denominadas "Hermandades Mayores", aunque también se conoce la existencia de hermandades de San Juan del Puerto, Trigueros o Lucena del Puerto.
El festejo comenzaba la víspera de dicho día y, antes de amanecer, ya estaban los fieles en el convento, donde el primer acto del ceremonial era la procesión de la imagen por el paraje cercano, saliendo del monasterio portada por los frailes, pasando luego de manos de una a otra hermandad, hasta que era nuevamente depositada en manos de los frailes que la devolvían a su altar. Seguían los actos con oficios cada una de las hermandades, hasta:

... que es llegada la hora de la misa mayor en la que se dice el Sermón y asisten el Cabildo de Palos y las Hermandades.
SANTIAGO, Fr. Felipe de, "Códice", 1714.

El día, en definitiva, transcurría con un ambiente festivo y de convivencia entre los fieles que celebraban esta popular romería.

##### Traslado a Palos de la Frontera en 1891
A pesar de la exclaustración de 1835, la imagen de la Virgen permaneció en su Santuario de la Rábida -morada legítima de la misma desde tiempo inmemorial- hasta que, en 1891, fue trasladada a la iglesia parroquial de San Jorge Mártir de Palos de la Frontera, con motivo de las restauraciones en el convento promovidas por el estado español, como preparación para la celebración del IV Centenario del Descubrimiento de América. No obstante, existen documentos, algunos incluso oficiales, que indican que la virgen fue trasladada a Palos a raíz de la exclaustración, desmentidos todos ellos por actas y oficios, tanto de la Diputación de Huelva, como del Ayuntamiento de Palos de la Frontera, conservados algunos de ellos en el archivo conventual de La Rábida. 
También consta que, aunque el convento seguía siendo su casa a pesar de la exclaustración, a finales del XIX entre 1888 y 1891, los traslados a Palos de la Frontera fueron más frecuentes y su estancia era más prolongada en el tiempo, todo ello con el consentimiento de la Diputación provincial que era la que tutelaba los destinos de La Rábida en aquella época. 

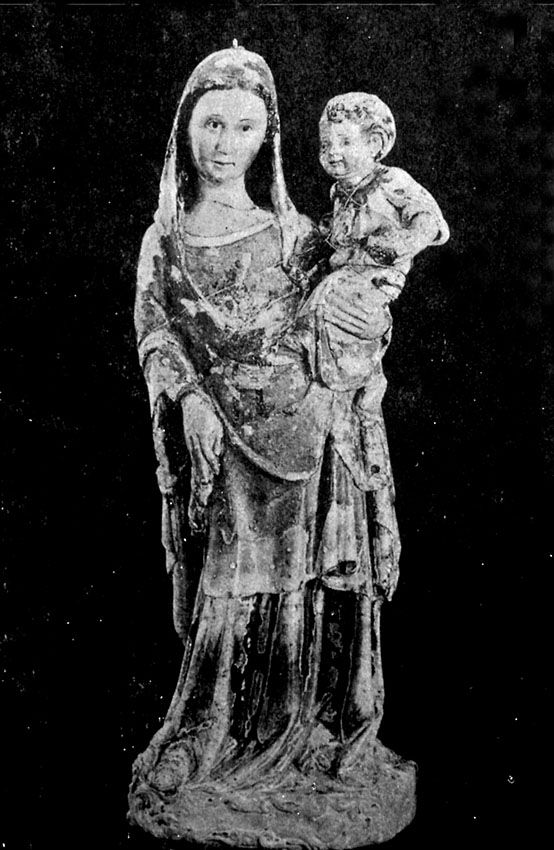
La virgen policromada y sin el ropaje externo. Antes de la Guerra Civil.

En uno de estos traslados, habiéndola devuelto el pueblo a su santuario de La Rábida a petición de los religiosos franciscanos, éstos decidieron retirarle el ropaje con que era vestida la talla y así la veneraron los frailes durante un pequeño periodo, hasta que el pueblo la recobró para devolverla a la parroquia de Palos de la Frontera debido a las reparaciones y restauración que se realizaron en el monasterio con motivo de la celebración del IV Centenario.
Pero en febrero de 1891, en una visita que realizaron a Palos de la Frontera y La Rábida los ministros de Fomento y de Ultramar, quisieron enviar la imagen a Madrid para que fuera restaurada de varios desperfectos que presentaba la talla, cosa a la que el pueblo palermo se negó por miedo a perderla para siempre, y, en las disputas por no dejar que se llevaran su patrona, resultó que acabó cayéndose al suelo y sufriendo nuevos desperfectos. Los ministros no queriendo empeorar la situación desistieron de su intención y la dejaron en manos del pueblo palermo. El pueblo puso empeño en repararle los notables desperfectos sufridos haciéndole algunas soldaduras, aunque comenta el P. Coll: 

Verdad es que posteriormente la han retocado haciéndole algunas soldaduras, pero así y todo ha quedado tan deteriorada que da lástima el contemplarla.
P. COLL. "Colón y La Rábida".

#### sigloXX
Aunque la estancia en la parroquia de Palos de la Frontera siempre fue considerada como accidental y transitoria, lo cierto es que esta se dilató en el tiempo, a pesar de los intentos y peticiones por parte de los franciscanos de que regresara a su santuario, una vez que la Orden Franciscana volvió a reintegrarse en la Rábida en la década de 1920:

... Se impone el traslado de la Imagen Titular, desde la Iglesia de Palos donde solo está en depósito y transitoriamente, a su propio santuario. De otro modo, jamás la Rábida estará suficientemente caracterizada y completa.
P. Fr. Ángel Ortega.

Pero por diversos motivos la imagen no fue devuelta al monasterio en esta época.

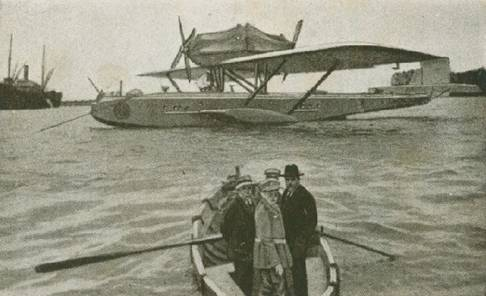
El Plus Ultra en el puerto de Palos de la Frontera, antes de iniciar el vuelo.

##### Los aviadores del Plus Ultra y Alfonso XIII
También recibió esta imagen la visita de los aviadores del "Raid aéreo" Plus Utra: el comandante Ramón Franco, el capitán Julio Ruiz de Alda, el teniente de navío Juan Manuel Durán y el mecánico Pablo Rada. El 22 de enero de 1926 al amanecer, antes de iniciar el vuelo, los aviadores junto con autoridades civiles y militares tanto de la zona como de la nación, y mucha gente del pueblo de Palos de la Frontera y alrededores, celebraron una misa en la parroquia de San Jorge, donde se encontraba la Virgen de los Milagros, ante la cual oraron pidiendo su protección para el vuelo que iban a realizar. Una vez finalizado el acto religioso, se dirigieron al Muelle de la Calzadilla donde se inició el raid Palos-Buenos Aires.
Al regreso de los tripulantes, el rey Alfonso XIII celebró una misa de acción de gracias también ante la patrona de Palos de la Frontera, en la Iglesia de San Jorge, para posteriormente dirigirse al monasterio de La Rábida, a celebrar los actos conmemorativos por el éxito del vuelo.

##### Guerra Civil y regreso de la imagen a La Rábida
Durante los sucesos de la guerra civil española, el 21 de julio de 1936 la parroquia de San Jorge de Palos de la Frontera sufrió la ira de un grupo antirreligioso, y, entre los muchos destrozos que padeció el templo, especialmente destacable fue el de la patrona, -que se encontraba en esos momentos en un camarín de la parroquia-, quedando rota en cinco pedazos.
El 22 de julio de 1936 se convirtió en una fecha clave para la supervivencia de esta talla, ya que por fortuna para la imagen un religioso franciscano, el P. Jenaro de Jesús Prieto y Leiva, en medio del peligro de dichos sucesos, recogió los trozos de la talla que pudo en esos momentos, y más tarde, calmada la situación, regresó a por algunos trozos que faltaban.
El padre fray Jenaro de Jesús resultó clave para la devolución de la efigie a su santuario de La Rábida. Aunque existieron dificultades entre el convento y el pueblo de Palos de la Frontera, gracias al padre franciscano -que siempre defendió los derechos del monasterio y de la orden franciscana sobre la imagen- se consiguió mantener la calma entre las dos partes. 
El Conde de Torres de Sánchez-Dalp, Miguel Sánchez-Dalp Calonge, se ofreció a que la imagen fuera restaurada en su palacio de Sevilla, así cumplió un voto que había realizado. Sería el imaginero José Rivera García quien realizara la restauración completa de la imagen, que concluyó en noviembre de 1936. Mientras la talla era restaurada en Sevilla, fray Jenaro de Jesús hizo los trámites necesarios para que la Virgen fuese devuelta a su legítimo santuario, iniciando un expediente de solicitud de traslado definitivo de la imagen al monasterio que se dirigió al Papa Pío XI, con la recomendación del Cardenal Arzobispo de Sevilla, Eustaquio Ilundain y Esteban y el visto bueno del párroco de Palos de la Frontera, Cristóbal Escribano Oliva. La Sagrada Congregación del Concilio finalmente decidió en favor del monasterio y, el 26 de febrero de 1937, dictaminó que la imagen fuese devuelta a su lugar en el convento de la Rábida. La Santa Sede encargó al Arzobispo de Sevilla que llevara a cabo el citado dictamen.
Finalmente, y aunque hubo algún intento por parte de la Junta de Cultura Histórica y Tesoro Artístico de Sevilla de disponer de la imagen restaurada, la virgen fue nuevamente entronizada en su convento de la Rábida el 11 de mayo de 1938, siendo nuevamente bendecida el 12 de junio de ese mismo año.

##### Confirmación del patronazgo sobre Palos de la Frontera
El antiguo patronazgo de la Virgen sobre el pueblo de Palos de la Frontera, que se renovó en 1717, fue finalmente confirmado tanto por el Ayuntamiento, a petición del pueblo, como por Pablo VI, por medio de la Sagrada Congregación de Ritos el 12 de mayo de 1967. El pueblo celebró un acto solemne en la plaza de la Iglesia de San Jorge el 24 de septiembre de dicho año, presidida por el entonces obispo de Huelva, José María García la Higuera, quien le impuso una corona como símbolo del patrocinio sobre la localidad.

##### Coronación Pontificia y Real

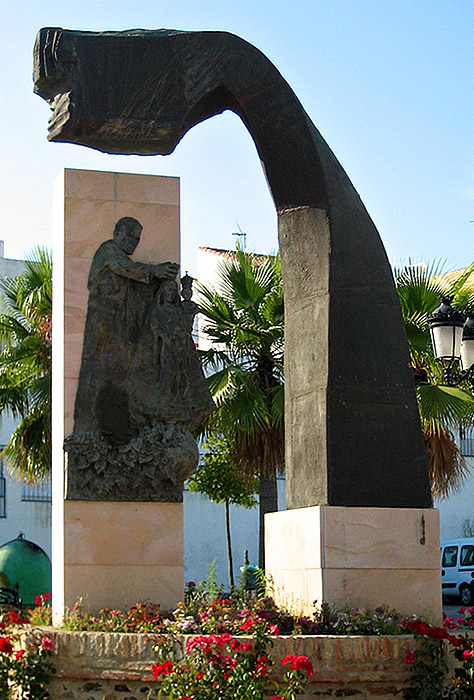
Monumento a la Coronación de la Virgen de los Milagros, en Palos de la Frontera.

El 14 de junio de 1993 se convirtió en nueva fecha histórica para la imagen de Ntra. Sra. de los Milagros, ya que fue coronada canónicamente por el sumo pontífice Juan Pablo II, siendo los padrinos de honor los reyes de España Juan Carlos I y Sofía. Además recibió, por parte del pleno del ayuntamiento, el título de Alcaldesa Perpetua de Palos de la Frontera. La Virgen de los Milagros es la primera y única imagen coronada personalmente por el papa polaco en España.
Con motivo de la Celebración del V Centenario del Descubrimiento de América, el papa Juan Pablo II realizó una breve visita apostólica a los Lugares colombinos y a la Ermita de El Rocío. Su periplo por los Lugares colombinos comenzaría en Moguer, donde visitó la parroquia de Nuestra Señora de la Granada, donde oró frente a la titular de la parroquia y la Virgen de Montemayor, que fue trasladada especialmente a la localidad moguereña para esta ocasión. 
Tras su paso por Moguer, la comitiva papal se dirigió hacia Palos de la Frontera, a la parroquia de San Jorge Mártir. Accedió a ella a través de la escalinata situada frente a la misma, donde saludó y bendijo a los fieles allí congregados. Una vez en el interior, también se detuvo a orar y contemplar la iglesia gótico-mudéjar donde se leyó, quinientos años antes, la real provisión de los Reyes Católicos en la que se solicitaba a ciertos vecinos de Palos de la Frontera la entrega de dos carabelas aprovisionadas para el viaje de Cristóbal Colón. Salió de la parroquia por la denominada "Puerta de los Novios", donde se detuvo a bendecir y saludar a varios discapacitados y enfermos que le esperaban. Finalizó este recorrido en el Monasterio de La Rábida, donde fue recibido por la Infanta Cristina de Borbón, el presidente de la Junta de Andalucía, Manuel Chaves González, y la comunidad franciscana del monasterio y de la provincia Bética. Visitó brevemente las estancias e iglesia del cenobio, para dirigirse posteriormente hacía el lugar del acto de la coronación, el Monumento a los Descubridores situado en el entorno de La Rábida.
Después de unos momentos de oración frente a la imagen de la Virgen de los Milagros, a las 5:45 de la tarde tuvo lugar el acto de la coronación de la escultura de la Virgen, que se desarrolló dentro de una celebración de la Palabra de Dios, siguió el ritual litúrgico para la coronación de una imagen de la Virgen. Después del canto del Aleluya y proclamado el Evangelio, Juan Pablo II procedió al acto de imposición de las coronas, en primer lugar al Niño y después a la Virgen, actuó de Madrina de Honor, en nombre de sus padres los reyes de España, la Infanta Cristina de Borbón. Acto seguido, el Papa pronunció una extensa oración en la que, entre otras cosas, reconoció su doble denominación: Santa María de la Rábida y Virgen de los Milagros, además la nombró "Madre de España y América":

Dios te salve, Madre y Señora Nuestra de los Milagros, Santa María de la Rábida.
Peregrino por tierras andaluzas, donde se siente por doquier tu presencia
y se oye tu nombre, he venido a los Lugares Colombinos (...)
(...) hoy, como signo de filial devoción, colocamos en tu imagen y en la de tu Hijo Jesús,
la corona de amor y de fe de este pueblo que te venera.
Santa María, Estrella de la Evangelización, Madre de España y de América.
Ante ti se renueva la memoria, cinco veces centenaria, del anuncio
de Cristo a los pueblos del Nuevo Mundo ...
Oración de Juan Pablo II a la Virgen de los Milagros después de coronarla.

Una vez impartida la bendición, el pontífice se despidió dirigiendo unas breves palabras a los fieles y devotos allí congregados:

«Muchas gracias por este encuentro. Es una gran emoción encontrarse en el lugar totalmente histórico donde empezó un nuevo capítulo de la historia del mundo, de nuestro mundo, del nuevo mundo, de todo el mundo, del globo terrestre. Donde empezó también la historia de la Salvación y de la Evangelización del Continente americano. Siempre vuelven a este lugar bendito encomendándose a la Señora de los Milagros, a la Madre de los hombres, a la Reina de las Américas, todos nuestros hermanos de aquí, en España y en la otra parte del mundo. Sea alabado Jesucristo.»

Una vez que el papa abandonó el recinto, el pueblo tomó el paso de la Virgen y se dirigieron en procesión hasta Palos de la Frontera, donde fue recibida por la imagen de San Jorge Mártir en su paso procesional. Los días siguientes recorrió todas las calles de la ciudad adornadas especialmente para tal ocasión.

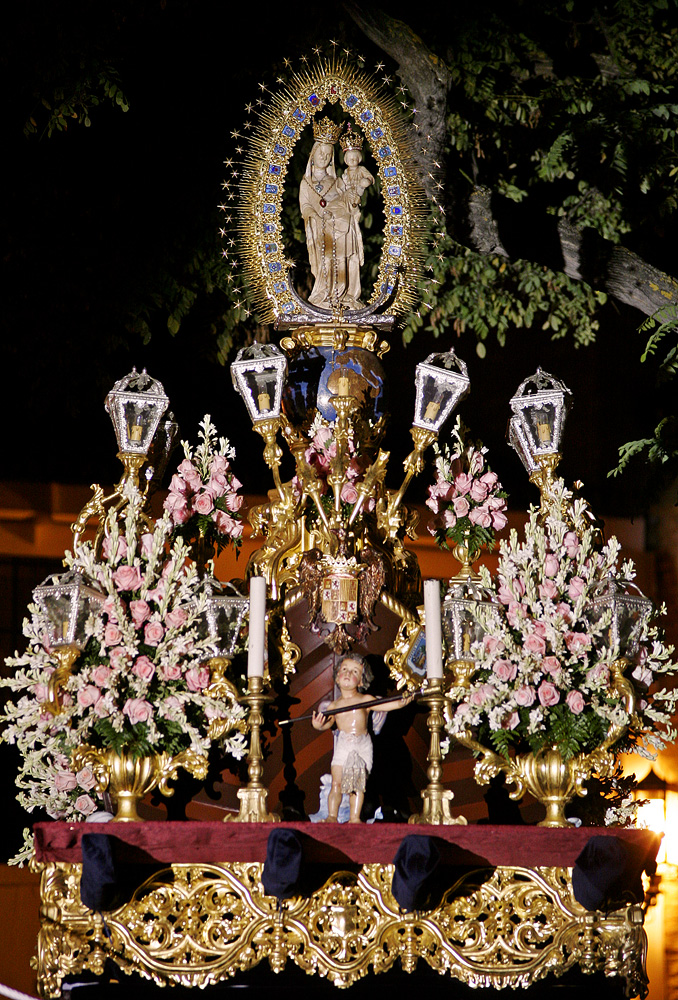
La Virgen en el "Paso de las Carabelas".

## Real e Ilustre Hermandad de Nª Sª de los Milagros y San Jorge Mártir
La primera constancia documental de una Hermandad de devotos de esta imagen data de 1723. Fray Felipe de Santiago, autor del citado códice del siglo XVIII, aparece como promotor de la "Hermandad General de la Esclavitud de Nuestra Señora de los Milagros de la Rábida".
El 16 de enero de 1723, fray Felipe dirigió a la autoridad eclesiástica del Arzobispado de Sevilla una petición para su aprobación, donde se exponía la fundación de dicha Hermandad con sede en el convento de la Rábida y las reglas de Hermandad aprobadas por los hermanos. El fiscal general del Arzobispado dictaminó positivamente para que fuese aprobada dicha regla, siendo finalmente aprobada por el Arzobispo de Sevilla, Luis de Salcedo y Azcona, el 17 de febrero de 1723.
Finalizada la Guerra Civil y devuelta la imagen al monasterio, en los años posteriores se reinstauró la Hermandad de la Virgen de los Milagros en 1954, en que se redactaron unos nuevos estatutos que fueron aprobados por decreto del primer obispo de la recientemente creada diócesis de Huelva, Pedro Cantero Cuadrado, el 13 de julio de 1954. Estos estatutos fueron renovados en 1984, adaptándolos a las nuevas normas diocesanas conformes al Concilio Vaticano II e incluyendo en el seno de la hermandad, también como titular, al patrón de Palos de la Frontera, San Jorge Mártir. Finalmente, y al igual que el resto de hermandades y cofradías de la diócesis de Huelva, a partir de diciembre de 1997, los estatutos de la hermandad, como los del resto de toda la provincia diocesana, hubieron de ser renovados y adaptados al "Estatuto Marco" promovido por el obispado onubense.
La hermandad de Nuestra Señora de los Milagros es la encargada de realizar todos los actos religiosos conmemorativos a la imagen de la Virgen, tanto durante el mes de agosto en que se concentran las fiestas patronales y romería en honor de la Virgen, como durante el resto del año, realizando diferentes actos tanto religiosos como festivos y civiles.

## Celebraciones, cultos y romería en honor de la Virgen

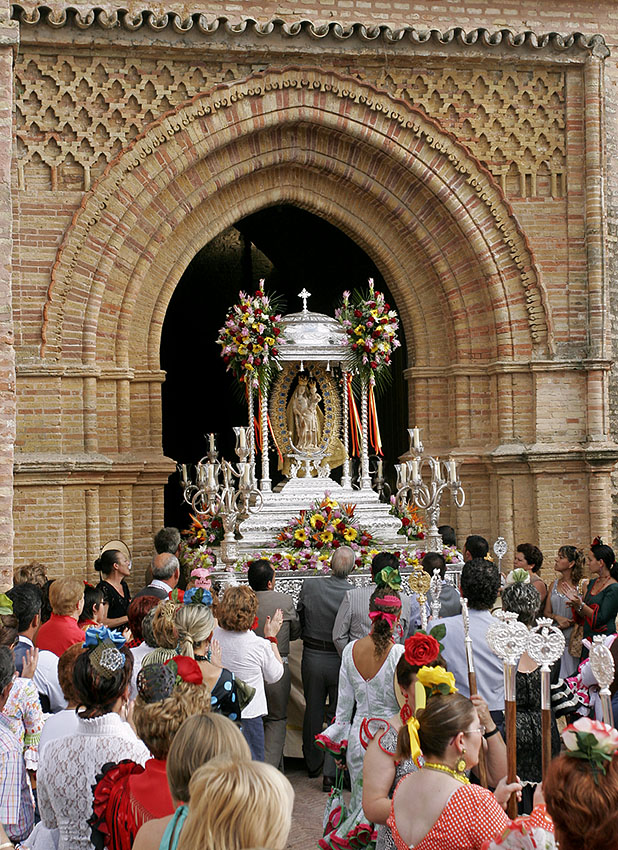
Salida de la Virgen hacía La Rábida para celebrar la romería.

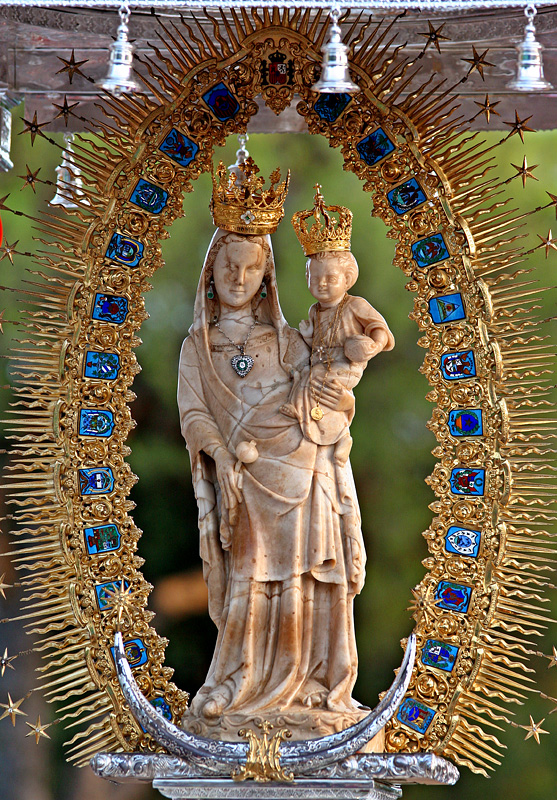
Nª Sª de los Milagros. Procesión en torno al paraje de La Rábida durante su romería en agosto.

A lo largo del año, en Palos de la Frontera, se celebran diversos actos religiosos y culturales en honor a su patrona, siendo éstos más numerosos y concentrados en el mes de agosto.
- Romerito. Se trata de una peregrinación anual que organiza su hermandad en el mes de febrero, en la que los fieles de la Virgen, después de un oficio religioso en la parroquia de Palos de la Frontera, se dirigen a pie hacia el monasterio de la Rábida, donde, una vez finalizada la peregrinación, rinden culto a la patrona y se vive un día de convivencia entre los devotos.

- Aniversario de la Coronación Pontificia. El 14 de junio de cada año se celebra el aniversario la Coronación Pontificia de la imagen, realizada por el sumo pontífice Juan Pablo II. Se celebra, normalmente, en el Monasterio de La Rábida ante la escultura de la Virgen de los Milagros.

- Traslado de la Virgen. Desde mediados del siglo XX, en preparación para las fiestas patronales, la patrona es trasladada en procesión desde el monasterio a Palos de la Frontera cada 4 de agosto, justo después de la fiesta de la Porciúncula (el 2 de agosto, día de fiesta y romería primitivo de la Virgen) y de la celebración de la partida de las naves descubridoras el 3 de agosto.[51]

- Fiesta de la Virgen. Después de la novena celebrada desde el día siguiente al traslado, tienen lugar las fiestas patronales, siendo el 15 de agosto, festividad de la Asunción de María, el día grande de la Virgen. Por la mañana de dicho día se celebra una solemne función religiosa y, por la tarde, la procesión anual con la imagen de la Virgen, que recorre las principales calles de la localidad palerma.[51] La procesión se realiza en el denominado "Paso de las Carabelas", que fue construido en madera, dorada y policromada, por Francisco Buiza Fernández y que reproduce las proas de las Tres Carabelas.[52]

- Ofrenda floral y pregón de la romería. El sábado del fin de semana anterior a la romería tiene lugar, en el entorno de la Iglesia parroquial de San Jorge Mártir, la "ofrenda floral", donde tras la lectura del pregón de la romería, se procede al acto de renovación del voto de patrocinio y posteriormente el pueblo le ofrece flores a la imagen que son colocadas a sus pies.

- Romería. El último fin de semana de agosto, y como final de las festividades y cultos, se celebra la romería en su honor. Comienza el viernes por la tarde con el traslado procesional de la imagen desde la parroquia de Palos de la Frontera, donde permanece todo el mes estival, hacía la Rábida. El paso de la Virgen es acompañado en su recorrido hasta la Rábida por los fieles, que se dirigen hasta el paraje en caballos, carros, charretes o a pie. Se celebra en torno al paraje del pinar cercano al monasterio de la Rábida, donde se encuentra situada la capilla y casa de la Hermandad patronal. Durante estos días se reside en el paraje en los típicos "ranchos"[53] que construyen para pernoctar y convivir durante estos días.
Como en ocurre en las romerías andaluzas, la convivencia transcurre entre el folclore y la gastronomía de la tierra.
El sábado, el principal acto es el rosario de antorchas, en donde los fieles, en la noche de este día, realizan dicha oración católica portando antorchas o velas y cantando los distintos misterios.
El domingo tienen lugar los actos centrales de esta romería; la Solemne Función, consistente en una Misa celebrada por la mañana, donde asisten, aparte del clero local, autoridades tanto religiosas como civiles de la localidad y de otros municipios cercanos. Y, ya por la tarde, se realiza la procesión de la Virgen, que recorre todo el recinto y finaliza en el monasterio, donde es depositada la venerada imagen hasta el año siguiente.
Finalmente, el lunes la hermandad, con el resto del pueblo, después de la misa de despedida ante la Virgen, regresan hasta la parroquia de San Jorge Mártir, dándose así por finalizados los actos del mes de agosto.[51][54]

## Advocaciones homónimas
Existen diversas advocaciones y templos con los mismos títulos de esta imagen, Santa María de la Rábida o Virgen de los Milagros en diversos lugares del mundo.
Sobre el primer nombre, se localizan entre otras la "Virgen de la Rábida" de la cercana localidad de Sanlúcar de Guadiana. Asimismo, en Buenos Aires (Argentina), existe una parroquia denominada "Nuestra Señora de la Rábida", que recibe esta denominación en honor a la imagen tratada en este artículo.
En cuanto a la denominación tradicional, "Virgen de los Milagros", la lista de lugares que tienen alguna imagen o iglesia dedicada a dicha advocación es más extensa, destacando entre otras la patrona de El Puerto de Santa María, (Cádiz). En Santa Fe (Argentina), existe la "iglesia de Nuestra Señora de los Milagros", donde se encuentra un cuadro dedicado a dicha advocación. También en Italia se encuentran iglesias e imágenes con dicha denominación, como la veneciana "Chiesa di Santa Maria dei Miracoli" donde, así mismo, se halla una imagen con el título de "los Milagros".